# Dufrénoysite
La dufrénoysite  est une espèce minérale, constituée d'un sulfosel d'arsenic et de plomb de formule idéale Pb2As2S25.

## Inventeur et étymologie
Décrit par Alexis Damour en 1845. Dédié à Armand Dufrénoy, minéralogiste et géologue français, professeur à l'École nationale supérieure des mines de Paris (1792-1857).

## Topotype
Carrière de Lengenbach, Binntal, Valais, Suisse

## Cristallographie
- Paramètres de la maille conventionnelle : a = 8,41 Å, b = 25,85 Å, c = 7,88 Å, β = 90,5°, Z = 8 ; V = 1 713,03 Å3.
- Densité calculée = 5,62.

## Gîtologie
Espèce rare qui se rencontre dans les veines hydrothermales de température basse à modérée.

## Synonymie
- arsenomelan
- gothardite, gotthardite, gotthardtite en référence au Massif du Saint-Gothard.
- plumbobinnite Weisbach (1880)
- scléroclase von Waltershausen (1855) [5]

Remarque : le nom de dufrénoysite a été par deux fois attribué à un minéral :
- par Alfred des Cloizeaux à la sartorite (en)[réf. nécessaire], c'est ce dernier terme qui a prévalu ;
- par Wolfgang Sartorius von Waltershausen à la binnite[6], une variété de tennantite.

## Gisements remarquables
En Europe :
- carrière de Lengenbach, Im Feld, Binntal, Valais, Suisse
- Moosegg (Grubach), Golling, Salzbourg  Autriche[7]
- mine de Tynagh, Killimor, Co. Galway, Irlande[8]

Dans le monde :
- Beltana Mine Puttapa, North Flinders Ranges, Flinders Ranges, Australie[9]
- Hemlo Mines, Hemlo gold deposit, Marathon, district de Thunder Bay, Ontario, Canada[10]